# Astragalus adzharicus
Astragalus adzharicus är en ärtväxtart som beskrevs av Mikhail Grigoríevič Popov. Astragalus adzharicus ingår i släktet vedlar, och familjen ärtväxter. Inga underarter finns listade i Catalogue of Life.